# توليسون
توليسون (بالإنجليزية: Tolleson, Arizona)‏ هي مدينة تقع في مقاطعة ماريكوبا، أريزونا بولاية أريزونا في الولايات المتحدة. تبلغ مساحتها 14.4 (كم²)، وترتفع عن سطح البحر 309 م، بلغ عدد سكانها 6545 نسمة في عام 2010 حسب إحصاء مكتب تعداد الولايات المتحدة وتصل الكثافة السكانية فيها 345.2 نسمة/كم2.

## التركيبة السكانية
حدّد مكتب تعداد الولايات المتحدة بيانات التركيبة السكانية لتوليسون في تعداد الولايات المتحدة. في ما يلي، التركيبة السكانية حسب تعدادي 2000 و2010.

### تعداد عام 2000
بلغ عدد سكان توليسون 4,974 نسمة بحسب تعداد عام 2000، وبلغ عدد الأسر 1,432 أسرة وعدد العائلات 1,151 عائلة مقيمة في المدينة. في حين سجلت الكثافة السكانية 334.9 نسمة لكل كيلومتر مربع (867.4/ميل2). وبلغ عدد الوحدات السكنية 1,485 وحدة بمتوسط كثافة قدره 100 لكل كيلومتر مربع (259.0/ميل2).
وتوزع التركيب العرقي للمدينة بنسبة 52.21% من البيض و1.43% من الأمريكيين الأفارقة و1.23% من الأمريكيين الأصليين و0.46% من الأمريكيين ذوي الأصول الآسيوية و0.16% من سكان جزر المحيط الهادئ و40.79% من الأعراق الأخرى و3.72% من عرقين مختلطين أو أكثر و77.97% من الهسبانيون أو اللاتينيون من أي عرق.
بلغ عدد الأسر 1,432 أسرة كانت نسبة 50.5% منها لديها أطفال تحت سن الثامنة عشر تعيش معهم، وبلغت نسبة الأزواج القاطنين مع بعضهم البعض 52.7% من أصل المجموع الكلي للأسر، ونسبة 19.8% من الأسر كان لديها معيلات من الإناث دون وجود شريك، بينما كانت نسبة 7.9% من الأسر لديها معيلون من الذكور دون وجود شريكة وكانت نسبة 19.6% من غير العائلات. تألفت نسبة 15.9% من أصل جميع الأسر من عدة أفراد يعيشون في نفس المنزل ونسبة 7.1% كانت تتألف من شخص يعيش بمفرده يبلغ من العمر 65 عاماً أو أكثر. وبلغ متوسط حجم الأسرة المعيشية 3.47، أما متوسط حجم العائلات فبلغ 3.83.
بلغ العمر الوسطي للسكان 29.4 عاماً. وكانت نسبة 32.4% من القاطنين تحت سن الثامنة عشر، وكانت نسبة 10.9% بين الثامنة عشر والرابعة والعشرين عاماً، ونسبة 27.4% كانت واقعةً في الفئة العمرية ما بين الخامسة والعشرين والرابعة والأربعين عاماً، ونسبة 19.4% كانت ما بين الخامسة والأربعين والرابعة والستين، ونسبة 9.8% كانت ضمن فئة الخامسة والستين عاماً فما فوق. يوجد لكل 100 أنثى 102.8 ذكر، ويوجد لكل 100 أنثى في الثامنة عشر من عمرها فما فوق 100.8 ذكر.
بلغ متوسط دخل الأسرة في المدينة 38,773 دولارًا، أما متوسط دخل العائلة فبلغ 43,894 دولارًا. وكان متوسط دخل الذكور 26,934 دولارًا مقابل 23,511 دولارًا للإناث. وسجل دخل الفرد الخاص بالمدينة 13,747 دولارًا. وكانت نسبة 9.9% من العائلات ونسبة 13.7% من السكان تحت خط الفقر، وكان من هؤلاء نسبة 19.3% تحت سن الثامنة عشر ونسبة 10.9% في الخامسة والستين من العمر وما فوق.

### تعداد عام 2010
بلغ عدد سكان توليسون 6,545 نسمة بحسب تعداد عام 2010، وبلغ عدد الأسر 1,959 أسرة وعدد العائلات 1,558 عائلة مقيمة في المدينة. في حين سجلت الكثافة السكانية 440.7 نسمة لكل كيلومتر مربع (1,141.4/ميل2). وبلغ عدد الوحدات السكنية 2,169 وحدة بمتوسط كثافة قدره 146.1 لكل كيلومتر مربع (378.4/ميل2).
وتوزع التركيب العرقي للمدينة بنسبة 50.07% من البيض و6.60% من الأمريكيين الأفارقة و1.94% من الأمريكيين الأصليين و0.93% من الأمريكيين ذوي الأصول الآسيوية و0.24% من سكان جزر المحيط الهادئ و36.06% من الأعراق الأخرى و4.16% من عرقين مختلطين أو أكثر و80.08% من الهسبانيون أو اللاتينيون من أي عرق.
بلغ عدد الأسر 1,959 أسرة كانت نسبة 55% منها لديها أطفال تحت سن الثامنة عشر تعيش معهم، وبلغت نسبة الأزواج القاطنين مع بعضهم البعض 41% من أصل المجموع الكلي للأسر، ونسبة 28.7% من الأسر كان لديها معيلات من الإناث دون وجود شريك، بينما كانت نسبة 9.8% من الأسر لديها معيلون من الذكور دون وجود شريكة وكانت نسبة 20.5% من غير العائلات. تألفت نسبة 16.9% من أصل جميع الأسر من عدة أفراد يعيشون في نفس المنزل ونسبة 7.1% كانت تتألف من شخص يعيش بمفرده يبلغ من العمر 65 عاماً أو أكثر. وبلغ متوسط حجم الأسرة المعيشية 3.34، أما متوسط حجم العائلات فبلغ 3.71.
بلغ العمر الوسطي للسكان 26.6 عاماً. وكانت نسبة 35.6% من القاطنين تحت سن الثامنة عشر، وكانت نسبة 12.1% بين الثامنة عشر والرابعة والعشرين عاماً، ونسبة 26.1% كانت واقعةً في الفئة العمرية ما بين الخامسة والعشرين والرابعة والأربعين عاماً، ونسبة 17.3% كانت ما بين الخامسة والأربعين والرابعة والستين، ونسبة 9% كانت ضمن فئة الخامسة والستين عاماً فما فوق. وتوزع التركيب الجنسي للسكان بنسبة 47.8% ذكور و52.2% إناث.

## وصلات خارجية
- City of Tolleson